# ارتش سری‌لانکا
ارتش سری‌لانکا (سینهالی: ශ්‍රී ලංකා යුද්ධ හමුදාව) نیروی زمینی زیرمجموعه نیروهای مسلح سریلانکا است، که در سال ۱۹۴۹ تأسیس شد.